# Thecla mimas
Thecla mimas är en fjärilsart som beskrevs av Frederick DuCane Godman och Osbert Salvin 1887. Thecla mimas ingår i släktet Thecla och familjen juvelvingar. Inga underarter finns listade i Catalogue of Life.